# 닌텐도 스위치 시스템 소프트웨어

로고

닌텐도 스위치 시스템 소프트웨어(Nintendo Switch system software, 코드명: Horizon, 호라이즌)는 닌텐도 스위치 비디오 게임 콘솔에서 사용되는 업데이트 가능한 펌웨어 및 운영체제이다. 이는 독점 마이크로커널을 기반으로 한다. UI에는 상단 표시줄, 스크린샷 뷰어("앨범") 아이콘, 닌텐도 e숍, 뉴스 및 설정에 대한 바로가기로 구성된 홈 화면이 포함되어 있다.  그리고 은바오는 이게임을 개못한다

## 업데이트 역사
출시일 콘솔의 닌텐도 스위치용 시스템 소프트웨어의 초기 버전은 콘솔 출시일인 2017년 3월 3일에 "첫 날" 패치로 업데이트되었다. 이 업데이트는 공식 출시일 이전에 원래 소프트웨어에서 누락되었던 온라인 기능을 추가했다. 이 업데이트의 주목할만한 기능 중 일부는 닌텐도 eShop에 대한 액세스와 닌텐도 3DS와 유사한 친구 목록에 친구를 추가하는 기능이다. 2021년 6월 7일에 패치 12.0.3이 출시되었지만 네트워크 연결 문제 및 MicroSDXC 카드 문제로 인해 12시간 후에 제거되었다.
데이터마이너들은 2021년 4월 펌웨어 업데이트에 블루투스 오디오에 대한 기본적인 지원이 추가된 것으로 확인했다. 이 지원은 패치 13.0이 출시된 2021년 9월 14일에 확장되어 일반 사용자에게 제공되었다. 패치 13.0에는 또한 스위치 독에 소프트웨어 업데이트를 적용하는 기능(내장형 LAN 포트가 있는 스위치 OLED 모델과 함께 출시된 도크에만 적용 가능)과 스위치가 절전 모드를 유지할 수 있도록 하는 새로운 절전 모드 설정이 추가되었다. 업데이트를 다운로드하기 위해 스위치가 절전 모드일 때 인터넷 연결을 유지한다. 비활성화되면 콘솔은 전원을 절약하기 위해 잠자기 상태에서만 가끔 인터넷에 연결된다. 또한 패치 13.0에서는 조종 스틱 보정을 시작하는 방법을 변경하고 사용자가 인터넷 연결 상태 페이지에서 무선 인터넷 주파수 대역(2.4GHz 또는 5GHz)을 볼 수 있도록 허용했다.
2021년 11월 13.1.0 버전 업데이트에 닌텐도 스위치 온라인 확장팩에 대한 지원이 추가되었다.
2022년 3월 14.0.0 업데이트에는 그룹 기능이 추가되어 사용자가 게임 컬렉션 화면을 정리하기 위한 수단으로 게임을 그룹으로 정렬할 수 있다.